# Histoire des Juifs à Pułtusk
L'histoire des Juifs à Pułtusk est relativement récente. Les Juifs n'ont pu s'installer à Pułtusk qu'au début du XIXe siècle. Artisans et commerçants, ils ont vite pris un poids important dans l'économie de la ville. Au tournant du XIXe au XXe siècle, ils représentent près de 50 % de la population de la ville et sont environ 7 500 au début de la Seconde Guerre mondiale. Ils sont expulsés par les Allemands vers la partie de la Pologne occupée par l'Union soviétique, ce qui a permis à un grand nombre de survivre à la guerre et à la Shoah. Il n'y a plus de communauté juive actuellement à Pułtusk.
Pułtusk est une ville du district de Pułtusk dans la région de Mazovie, dans le centre de la Pologne. Située au bord de la rivière Narew, la ville se trouve à 60 km au nord de Varsovie et compte actuellement un peu plus de 19 000 habitants. Pendant la Seconde Guerre mondiale, la rivière Narew servait de frontière entre la partie de la Pologne occupée par le Troisième Reich et celle occupée par l'Union soviétique. 

## Histoire de la communauté juive

### La période duPrivilegium de non tolerandis Judaeis
Une source provenant d’un marchand et chroniqueur juif Abraham Ben Yakov fait état de la présence de Juifs dans les environs de l’actuelle Pułtusk dès le IXe siècle, c’est-à-dire sous le règne de Mieszko 1er, premier Roi de la dynastie Piast, qui dirigea le tout nouveau Royaume de Pologne. Mais cette source ne peut être recoupée. 
La première mention fiable de Juifs à Pułtusk date de 1483, quand des familles juives expulsées de Varsovie s'installe en ville. Entre autres, il est fait mention dans un document légal de 1483-1486 d'un Juif dénommé Rubin (ou Reuven). Peu après, cependant le roi de Pologne, Sigismond II, sur demande de l'évêque de la ville, accorde à Pułtusk le Privilegium de non tolerandis Judaeis, qui ne sera définitivement aboli qu'en 1866. Même le séjour temporaire des Juifs requiert un permis spécial. Dans un document manuscrit de 1786, il est indiqué : "La ville n'a pas de Juif et ne les tolère pas. Les Juifs n'ont aucune autorisation pour s'installer, même pas la moindre place, de sorte que si un certain Juif se rend en ville pour ses affaires, il ne peut pas y rester pendant la nuit, mais doit se rendre dans un autre village ou ville". La plupart des habitants juifs de la ville s'installe alors dans les villages alentour appartenant à des propriétaires privés et hors juridiction de la ville. Bien qu'installés en-dehors des murs de la ville, ces juifs, travaillant dans la journée principalement en ville, se disent former la "communauté juive de Pułtusk". L'évêque, le clergé à tous les niveaux de la hiérarchie catholique, l'aristocratie polonaise, et même les simples citoyens ont besoin des Juifs comme prêteurs sur gage ou comme courtiers. 
Le 9 septembre 1471, Stanislav Gaudek, habitant de Pułtusk est condamné pour hérésie et pour s'être converti au judaïsme. Cependant les historiens modernes pensent plutôt à une conversion au mouvement des Frères tchèques qui se répandait à l'époque en Mazovie.
En 1597, Piotr Skarga, jésuite et commissaire pour le compte du roi, accuse des Juifs de la ville d'acheter des hosties à un voleur d'église et de les profaner. Selon les instructions de Skarga, les Juifs sont arrêtés, torturés pour leur faire avouer leur crime, et envoyés au bûcher,
Selon des données historiques recueillies par Pavel Wizhbitzki, le greffier de la ville en 1884, dans son étude sur l'histoire de la ville, des Juifs en provenance des villages voisins de Popowo et de Poplawy, se seraient infiltrer dans la ville en 1794, lors du partage de la Pologne. Mais ceux-ci en auraient été chassés par la décision du Kamera Bialistocka (Bureau de Bialystok), chargé du contrôle des actifs publics.   

### XVIIIeetXIXesièclesjusqu'à laPremière Guerre mondiale
L'interdiction pour les Juifs de séjourner en ville est levée après la création du Duché de Varsovie en 1807, mais est rétablie lors de l'installation du Royaume du Congrès en 1815, selon la décision du Congrès de Vienne. Toutefois à partir de cette date, son exécution n'est plus strictement appliquée.
En 1808, 56 Juifs des villages voisins dont Popowo et Popławy, s'installent à Pułtusk. En 1810, on compte déjà 118 Juifs vivant en ville. Pendant la période du Royaume du Congrès, les Juifs de Pułtusk dépendent de la communité juive de Maków, une des plus importantes communautés dans la voïvodie de Mazovie. Désireux de fonder leur propre communauté autonome, il demande la permission aux autorités d'établir un Comité de surveillance de la synagogue. La communauté juive compte alors 96 familles et possède depuis 1815 un cimetière établi rue Kolejowa sur un terrain offert par Zelman Lubranitzer, originaire de la ville de Lubraniec (en allemand : Lubranitz), près de Włocławek. Auparavant, les défunts étaient inhumés à Maków Mazowiecki. En 1882, le cimetière sera agrandi par l'acquisition d'un terrain agricole d'environ 1,5 hectare et en 1885 le gouvernement central de Łomża acceptera de payer une partie du coût de sa clôture, soit 1 781 roubles et 731 kopeks. Leur demande d'un Comité de surveillance est acceptée à la fin des années 1820. En 1825, elle fait construire une synagogue en brique sur un niveau rue Waliszewo. Cette synagogue sera rénovée et agrandie en 1864, mais sera détruite par le feu le 21 juillet 1875 et reconstruite la même année.
En 1816, les autorités gouvernementales commencent à établir le plan d'un quartier juif à Pułtusk qui serai situé dans la Vieille ville. Tous les Juifs doivent s'y installer avant 1822.  
Durant le XIXe siècle, la communauté juive se développe avec l'artisanat et les échanges commerciaux avec Varsovie, tout d'abord par voie fluviale sur la Narew qui rejoint la Vistule, puis par chemin de fer, et également avec la Russie. Les Juifs de Pułtusk profitent du sol fertile de la Mazovie pour développer le commerce à grande échelle des céréales et du bois et pour créer une industrie agroalimentaire florissante. Dans Pułtusk et ses environs, on trouve 13 moulins à farine actionnés par l'eau ou le vent. En 1875, après le grand feu, Julius Kronenberg installe une brasserie dans un bâtiment de deux étages situé au coin de la rue Benedictinska (maintenant rue Piyotr Skargi). Il y a en plus une tannerie, une usine de tissage, une scierie, deux usines d'eau gazeuse et plusieurs autres entreprises.  
Le premier rabbin de Pułtusk est Lejzer Kohn de Warka. Dans les années 1850–1861, le poste est occupé par Israel Jehoszua Trunk, un halakhiste et membre du mouvement des Amants de Sion. Mais il ne reçoit pas l'adhésion de la communauté et est accusé de mauvaise gestion financière et d'ignorer les besoins des personnes défavorisées. Dans les années 1870 et 1880, le rabbin de Pułtusk est Henoch Zundel Grodziński. Même malgré son opposition au Hassidisme, il réussit à obtenir le respect des habitants orthodoxes de la ville. En 1891, son successeur est Symcha Bunim-Epstein, un disciple du tzadik de Góra Kalwaria. Au début du XXe siècle, la position de rabbin est occupée par Chaim Kojman-Otterman, qui parle couramment le russe et qui traduit les Psaumes dans cette langue.
En 1875, la ville est ravagée par un grand incendie. De nombreuses maisons sont détruites y compris dans le quartier juif. Un deuxième cimetière juif est établi fin du XIXe début du XXe siècle. 
En 1893, Icek Merkufel, Mordka Wasercud et Szymek Rozenowski sont élus membre du Conseil de surveillance de la synagogue. Lors des élections suivantes en 1905 Szlama Dawid Wajcberg, Abram Kamiński, Całko Majersdorf et Icek Merkufeld sont élus au Conseil.
En 1910, à la demande des hassidim locaux, la communauté obtient l'autorisation d'ouvrir une nouvelle synagogue. Au début du XXe siècle, il y a 27 heders à Pułtusk, fréquentés par les élèves à partir de l'âge de quatre ans. 
Avant la Première Guerre mondiale, plusieurs coopératives de crédit ouvrent à Pułtusk. En 1908, l'Association juive d'épargne et de crédit est constituée avec 872 membres, suivie deux ans plus tard par l'Association du crédit mutuel de Pułtusk. Chaim Engelman en devient le président du comité de surveillance et Efraim Rosenberg président du comité d'administration. 
Jour de marché à Pułtusk, dans le quartier juif au début du XXe siècle

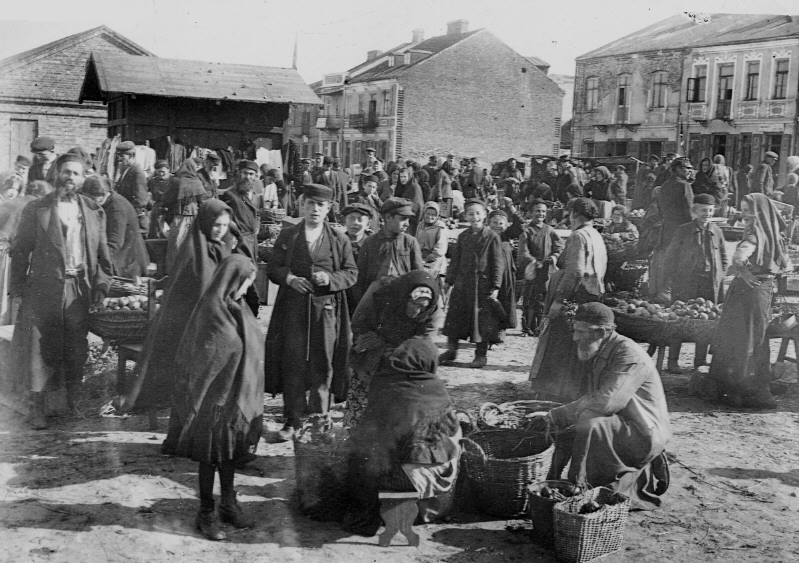
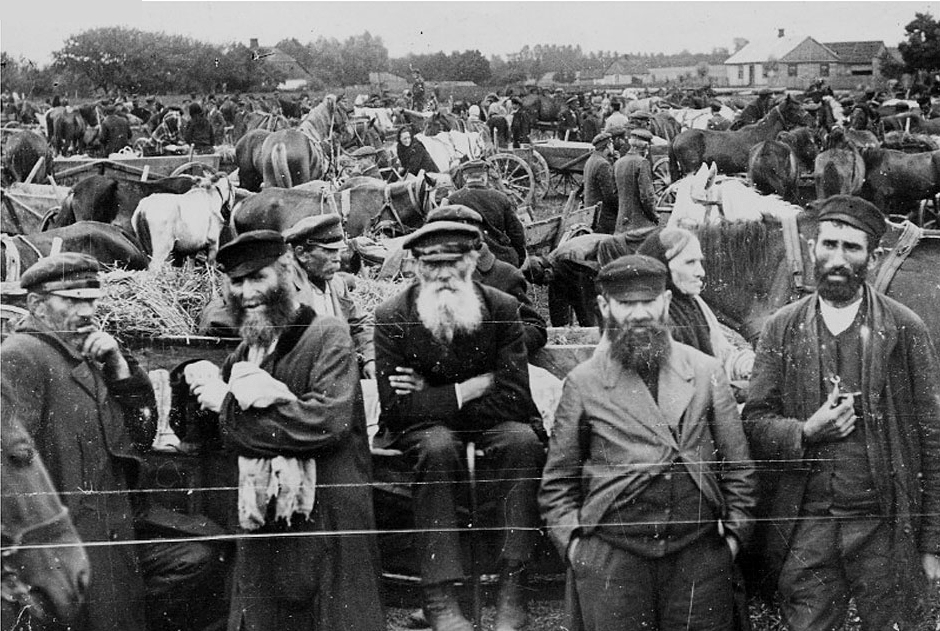

### LaPremière Guerre mondiale
En 1914, les territoires de nord de la Mazovie deviennent des champs de bataille de la guerre russo-allemande. Les autorités tsaristes évacuent les résidents de plusieurs villes, principalement les Juifs suspectés de supporter en secret les Allemands. De nombreux réfugiés arrivent à Pułtusk. La communauté établit le Comité de secours juif, qui fournit un logement aux réfugiés ainsi que de l'habillement, de la nourriture et des médicaments. Les autorités tsaristes remercient officiellement le rabbin de Pułtusk pour son action. Afin de maintenir l'ordre dans la ville, un groupe de Juifs locaux, Dawid Hirsz, Berl Silberbaum, Hirsz Nutkiewicz, et Jehoszua Brzeziński organisent une unité de milice de citoyens.   

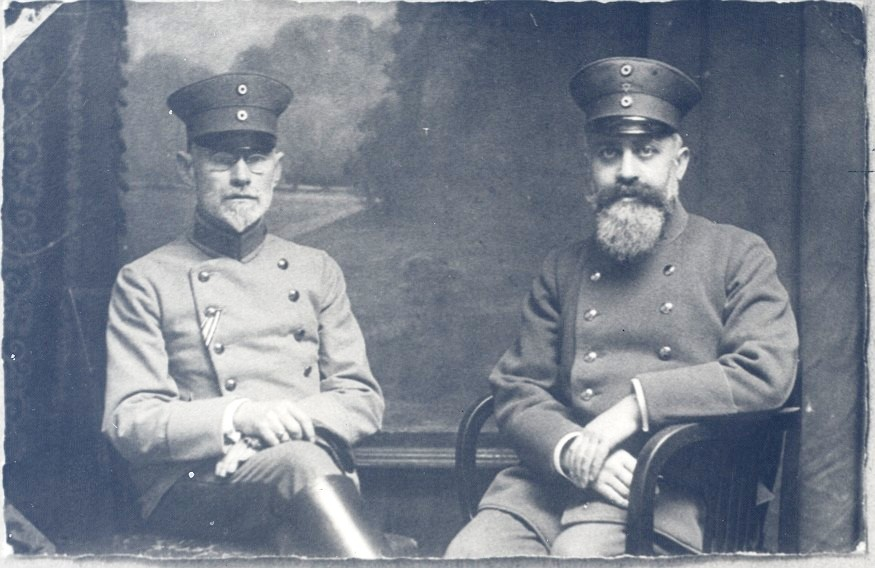
Les rabbins Emmanuel Carlebach (à droite) et Pinchas Cohen, aumôniers de l'armée allemande, à l'origine de la fondation dAgoudat Israel pendant la Première Guerre mondiale

Les Allemands s'emparent de Pułtusk à la fin juillet 1915. La région n'est plus inquiétée par les combats et la situation politique commence à se stabiliser, ce qui conduit beaucoup de réfugiés à retourner chez eux. Des autorités municipales provisoires sont installées. Les nouveaux occupants sont désireux de nommer des Juifs à des positions dans le gouvernement local, surtout ceux parlant l'allemand. Les Allemands favorisent les marchands et entrepreneurs juifs dont la plupart ont des autorisations pour se rendre en Allemagne pour des raisons commerciales. En 1916, un des bénéficiaires d'un tel permis est Mendel Mint, propriétaire d'une fonderie de fonte locale et d'une usine de matériel agricole qui a été incendiée pendant la guerre. Mint est autorisé à acheter de nouveaux équipements à l'étranger et à reconstruire son usine. 
En raison du régime relativement plus libéral de l'occupant allemand, la vie culturelle et publique se développe et l'organisation sioniste mondiale est créée. À la suite de la visite en Pologne des aumôniers militaires juifs de l'armée allemande, les rabbins Dr. Pinchas Cohen et Dr. Emmanuel Carlebach, le parti orthodoxe Agoudat Israel et son mouvement de jeunesse Zeirei Agoudat Israel sont fondés avec le support des autorités militaires pour contrebalancer les mouvements sionistes.  

### L'entre-deux-guerres
En 1904, Chaim Kojman-Otterman devient rabbin de Pułtusk et va occuper ce poste jusqu'à sa mort en 1924. Son adjoint, Mordka Dyrektor, lui succède comme rabbin. Un an après, Chaim Meszulam ha-Kohen reprend le poste. Dans les années 1930, Israel Ber Loewenthal devient le dernier rabbin de Pułtusk. 
Lors de l'instauration de la Deuxième République de Pologne, les résidents juifs de la nouvelle nation indépendante forment des groupes très variés avec une multitude d'opinions sociales et politiques. Certains soutiennent la révolution russe et espèrent qu'elle va s'étendre au territoire polonais. Ils établissent un Conseil des délégués des travailleurs juifs de Pułtusk, avec 450 membres. Les communistes seront très actifs à Pułtusk pendant toute la période de l'entre-deux-guerres. Au début des années 1930, parmi les leaders du comité local du parti on trouve les cordonniers Jechuda Rybojad, Moszek Brodacz et Chuna Fogielman, les tailleurs Moszek Berla et Perla Koprowicz ainsi que d'autres membres tels que Ela Cykoria, Ela Fogelman, Daniel Uszel, Majer Buchendler, Aron Sokół et Maria Fisz. L'activité des communistes s'intensifie au milieu des années 1930. Pendant l'été et l'automne 1936, ils organisent une grève des apprentis juifs dans les ateliers de menuiserie, de cordonnerie et de tailleurs de pierres.  
Les communistes ne sont cependant pas la force politique dominante chez les Juifs de Pułtusk. Les idées les plus populaires sont celles des sionistes et des socialistes, qui souvent marchent main dans la main. Les deux mouvements sont largement représentés dans la ville par de nombreux partis et organisations. En 1919 une section du Poale Zion droitiste est établie avec entre autres comme responsables Jakub Szczupak, Icek Dąb, Chaim Inwentarz, et Icek Bocian. Ils coopèrent souvent avec les membres de HeHalutz et de la Ligue d'aide aux travailleurs de Palestine. En 1927, Poale Zion gauchiste ouvre un club social à Pułtusk.
Kibboutz hashara: camp de préparation à l'émigration en Palestine organisé par les mouvements sionistes

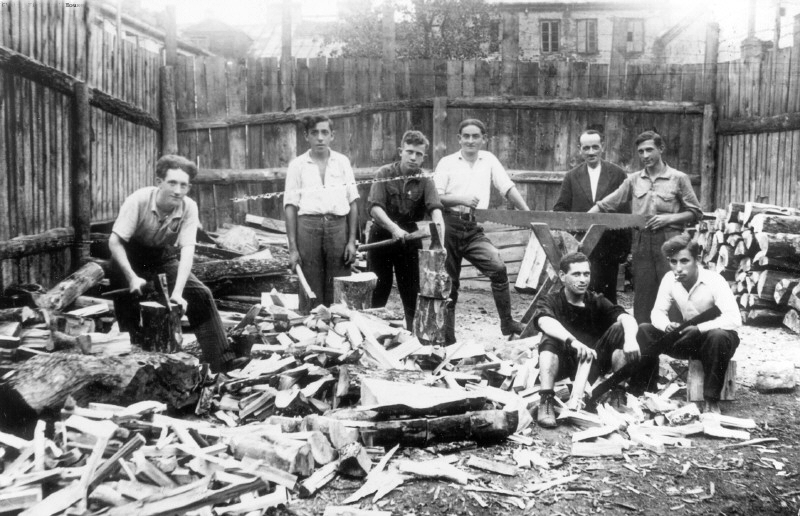
Membres du mouvement HeHalutz employés comme bûcherons
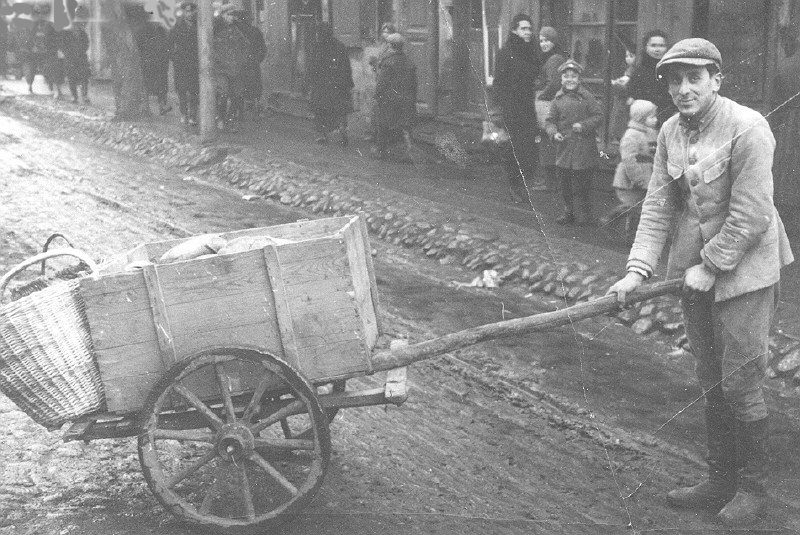
Un membre du mouvement HeHalutz
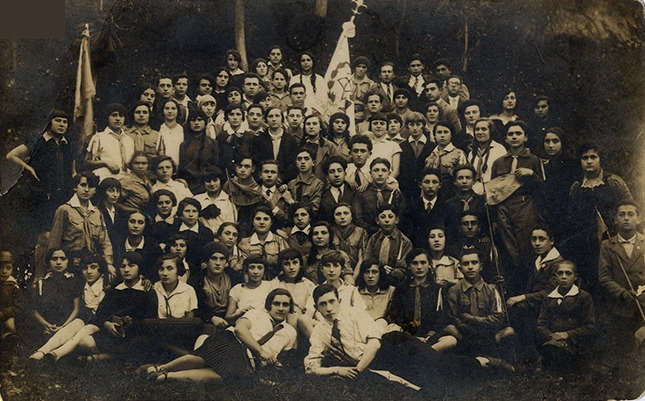
Membres du mouvement Hashomer Hatzaïr
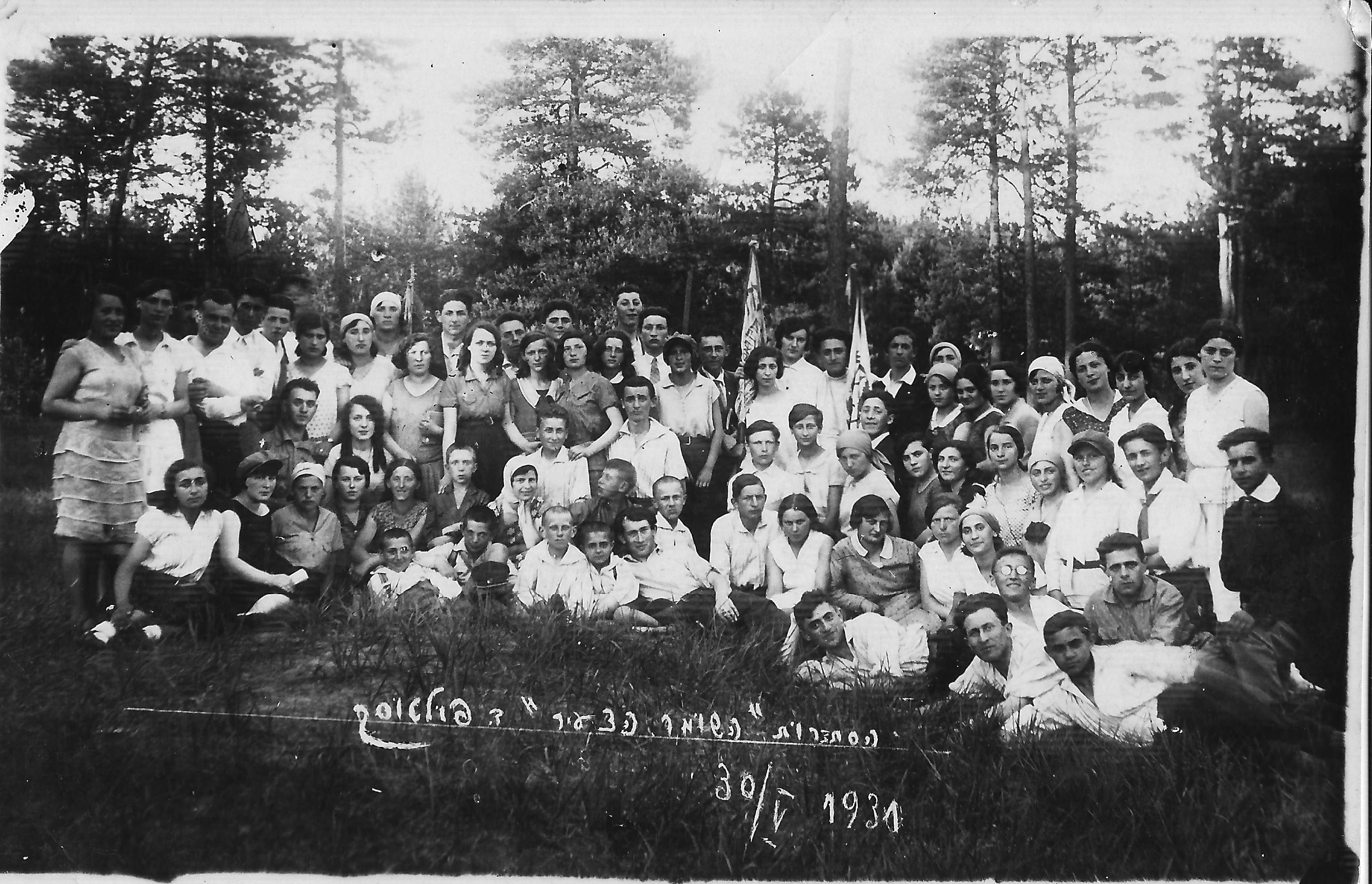
Membres du mouvement Hashomer Hatzaïr

Le Bund ouvre aussi une branche en ville avec à ses débuts 60 membres. Il recherche à attirer de nouveaux adhérents par des activités culturelles, par exemple en ouvrant des bibliothèques et des clubs de travailleurs. Le club des travailleurs B. Grosser de Pułtusk compte 150 membres. 
Le parti orthodoxe Agoudat Israel est aussi actif en ville. En 1922, sa branche locale ouvre une école pour filles. Dans les années 1930, une branche de l'organisation sioniste religieuse Mizrahi fonctionne à Pułtusk.
Le mouvement coopératif déjà actif sous le régime tsariste, se développe dans l'entre-deux-guerres. Une coopérative de crédit établie au début du XXe siècle fonctionnera jusqu'en 1927 sous le nom de Seconde société de prêt et d'épargne. En 1919, le comité de direction de la coopérative est composé de l'horloger Moszek Szperling, du négociant Mendel Rozenowicz, du commerçant Zlama Borensztein et du cordonnier Fajwel Melnik. Le conseil de surveillance est lui composé des commerçants Hersz Nutowicz et Chiel Braf, et du poissonnier Mosze Zelmel. Le Fond des commerçants avec environ 350 membres opère en ville entre 1929 et 1936. Son comité de direction se compose d'Abram Arol, de Moszek Goldberg et de Szmul Frenkiel. Une autre coopérative de crédit est établie à partir de 1931.
En 1922, des heders privés et une école Talmud Torah pour les enfants des familles juives défavorisées fonctionnent en ville. Les enfants juifs peuvent suivre des cours à l'école publique de sept classes située 3 et 4 rue Kotlarska. Lors de l'année scolaire 1930-1931, 601 élèves juifs fréquentent l'école. Un des enseignants, Mordechaj Sztern, est juif. Dans les années 1918-1928, une école mixte privée de niveau intermédiaire est ouverte dans la même rue. Son principal est Eliasz Koen, puis ultérieurement Maria Friedman-Podwina. L'école accueille pendant l'année scolaire 1923-1922 88 filles et 22 garçons. Certains jeunes Juifs suivent des cours dans des écoles publiques secondaires de Pułtusk, par exemple à l'école secondaire d'État Piotr Skarga pour les garçons ou à l'école secondaire d'État Klaudyna Potocka pour les filles. 
En 1928, le magazine yiddish Undzer Wort est publié et édité par Sz. Don. Un autre journal Do Pracy est publié de 1927 à 1929, et Express Mazowiecki sort de 1930 jusqu'à 1936, tandis que le Pułtuski Kurier Codzienny 5 groszy (Courrier quotidien de Pułtusk à 5 grosz) apparait de 1936 jusqu'au déclenchement de la Seconde Guerre mondiale.  
Depuis 1924 existe à Pułtusk une association sportive juive Maccabi. Celle-ci est dirigée en 1927 par Lejb Sinowłoga, Hersz Melnik, Szmul Szymberg, Daniel Josko, et Idel Czerniawski. En 1930, les sportifs juifs du Maccabi et l'organisation culturelle du Club des amoureux de la musique, s'associent pour former le Club juif de musique et de sport Hakoah, qui organise de nombreux évènements pour les habitants juifs de Pułtusk.
Les associations sportives à Pułtusk

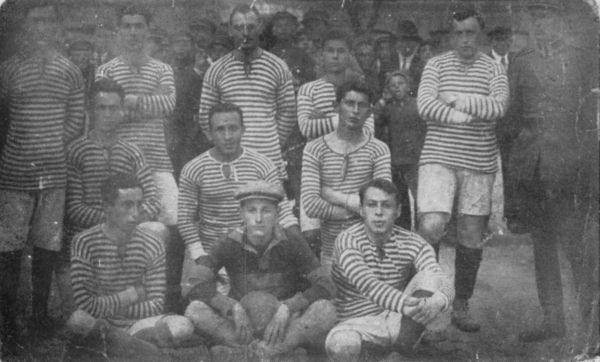
L'équipe Maccabi de football en 1924
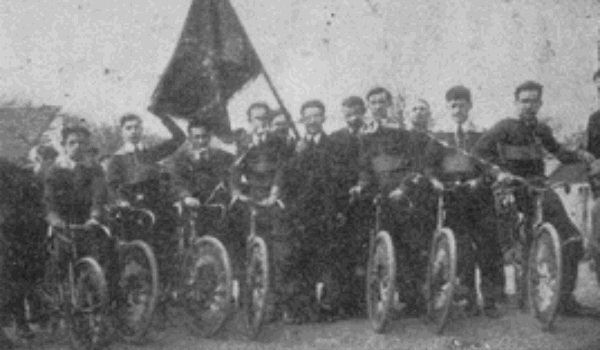
L'équipe cycliste Goyadza

À partir du milieu du XIXe siècle et jusqu'au déclenchement de la Seconde Guerre mondiale, la communauté juive de Pułtusk constitue entre 40 et 50% de la population totale de la ville. En 1931, 6 400 Juifs vivent dans la ville.
La situation économique des juifs commence à se dégrader dans les années 1920 lorsque la Pologne retrouve son indépendance, ce qui met un coup d’arrêt au commerce avec la Russie. Avec la crise économique des années 1930, les juifs doivent faire face après la mort de Józef Piłsudski à la radicalisation de certains mouvements nationalistes et à de nombreux actes et décisions administratives antisémites à travers tout le pays.
Lors de l'été 1934, la branche locale d'Obóz Narodowo-Radykalny - Falanga (ONR - Camp national-radical) est créée à Pułtusk. Les membres d'ONR vont aller détruire sur le marché les étals des commerçants juifs, persécuter leur propriétaire et pousser les habitants polonais à boycotter les commerces juifs. Bien que ce mouvement n'ai pas reçu le support attendu de la part de la majorité des résidents de Pułtusk, certains Juifs décident de quitter la ville. Par exemple, en 1938, 70 Juifs quittent définitivement la ville.   

### LaSeconde Guerre mondialeet laShoah
L'armée allemande s'empare de Pułtusk le 7 septembre 1939. Le 17 septembre, après l'invasion de l'est de la Pologne par l'Union soviétique, conformément au pacte germano-soviétique, la rivière Narew devient la frontière entre le Troisième Reich et l'Union soviétique.  Un mois plus tard, Pułtusk est incorporée à l'Allemagne sous le nom d'Ostenburg. En tant que ville allemande, elle doit être Judenrein (nettoyée de ses Juifs). Les persécutions contre la population juive commencent presque immédiatement. Les Allemands recherchent les maisons juives pour les piller, battre et tuer leurs victimes. Douze membres de la communauté sont abattus. Quatre jours après leur entrée dans la ville, les Allemands expulsent 300 Juifs locaux, puis des milliers d'autres le 26 septembre. Les expulsés sont dépouillés de leurs bijoux, battus et humiliés. Les Allemands les envoient de l'autre côté de la rivière Narew. Ils sont harcelés quand ils franchissent le pont sur la rivière et certains sont obligés de traverser la rivière à la nage : parmi eux de nombreux meurent noyés, d'autres sont abattus. Environ 100 personnes meurent ce jour.   

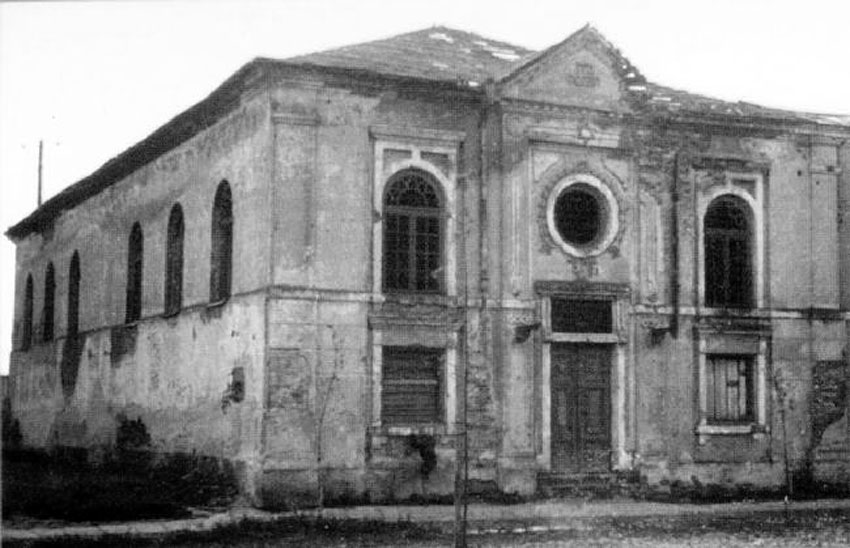
La synagogue de Pułtusk sert pendant la guerre de camp de travail forcé. Photo de la synagogue en 1951 après la guerre

Parmi ces expulsés, certains décident de rejoindre Varsovie où ils subiront le sort tragique des habitants juifs de la ville, tandis qu'une majorité d'entre eux s'enfuient vers Białystok afin de gagner l'URSS. L'Union soviétique accepte les réfugiés juifs, mais les traite avec méfiance. Les considérant comme des éléments subversifs potentiels, ils sont transportés vers des régions reculées où ils subissent une rééducation socialiste.    
À la fin de 1939, il ne reste plus que 500 Juifs dans tout le district de Pułtusk. Ils sont employés comme travailleurs forcés par les Allemands. En 1941, les allemands ouvrent un camp de travail dans la synagogue de Pułtusk : c'est un des 31 camps établis à cette époque dans le nord de la Mazovie. La majorité de ces travailleurs forcés seront ultérieurement soit abattus sur place soit transportés dans des camps d'extermination. Très peu survivront à la guerre et à la Shoah. 
En raison de leur expulsion par les Allemands vers la zone occupée par l'Union soviétique, de nombreux Juifs de Pułtusk ont survécu à la guerre. Mais, la communauté de Pułtusk ne sera pas refondée.  Les Juifs de Pułtusk se sont installés majoritairement en Israël et aux États-Unis, et d'autres en plus petit nombre, en France, au Canada et en Argentine. 

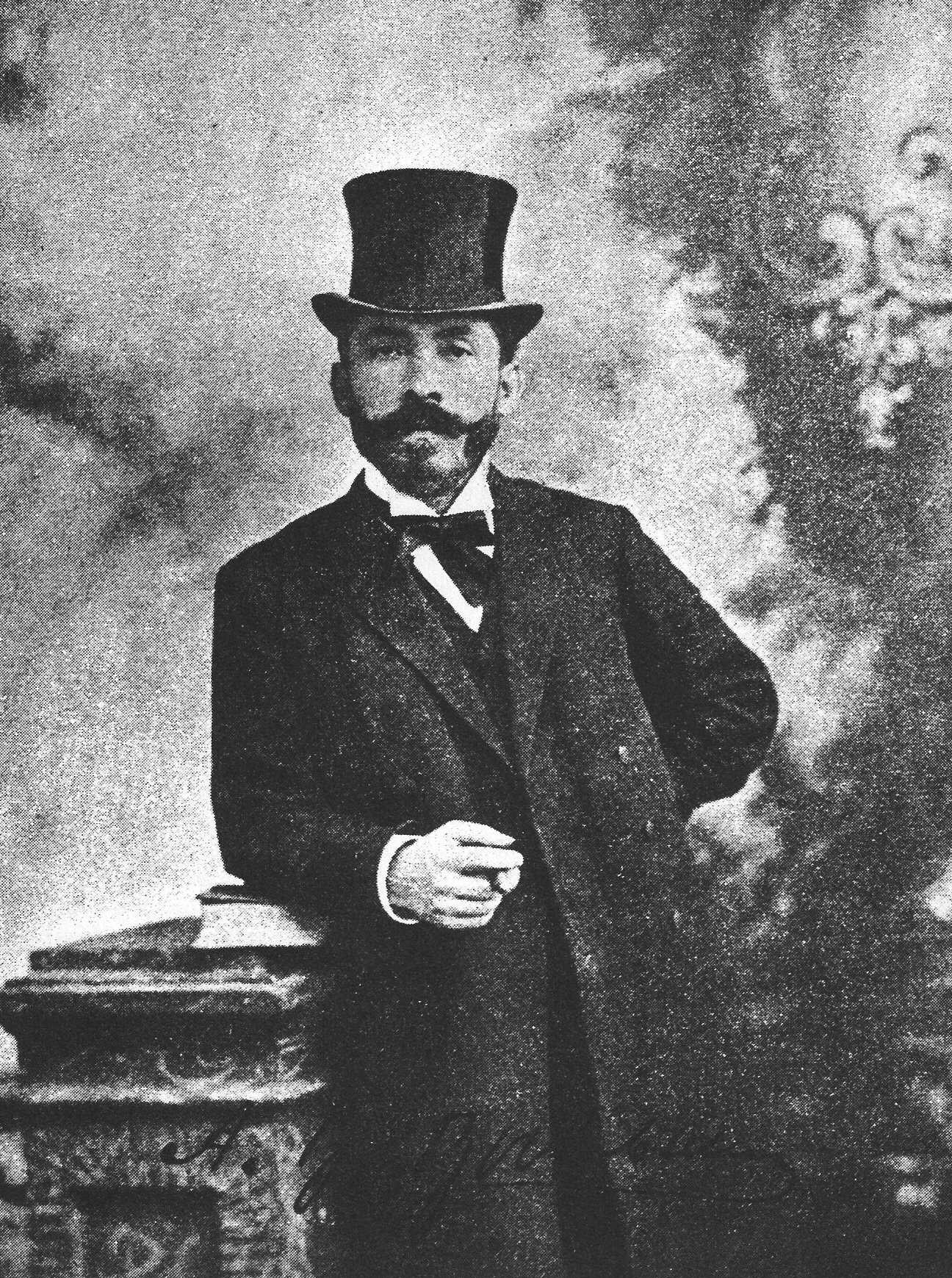
Abraham Ber Birnbaum

## Personnalités juives nées à Pułtusk
- Abraham Ber Birnbaum (1865-1923), hazzan, professeur et théoricien du chant synagogal.

## Évolution de la population juive
| Population juive à Pułtusk, |                               |                 |                      |
| Année                       | Population totale de la ville | Nombre de Juifs | Pourcentage de Juifs |
| 1808                        | 1 939                         | 56              | 2,9 %                |
| 1815                        | 2 708                         | 483             | 17,8 %               |
| 1824                        | 3 666                         | 551             | 15,0 %               |
| 1827                        | 4 151                         | 688             | 16,6 %               |
| 1830                        | 4 408                         | 740             | 16,7 %               |
| 1856                        | 4 341                         | 1 913           | 44,1 %               |
| 1864                        | 6 798                         | 3 256           | 47,8 %               |
| 1893                        | 10 565                        | 4 769           | 45,1 %               |
| 1897                        | 11 400                        | 5 308           | 49,6 %               |
| 1910                        | 18 636                        | 9 313           | 50,0 %               |
| 1921                        | 13 504                        | 5 819           | 43,8 %               |
| 1931                        | 15 487                        | ~ 6 400         | ~ 41,3 %             |
| 1939                        | -                             | ~ 7 500         | -                    |